# Lycée Saint-Paul de Münster
Pour les articles homonymes, voir Lycée Saint-Paul.

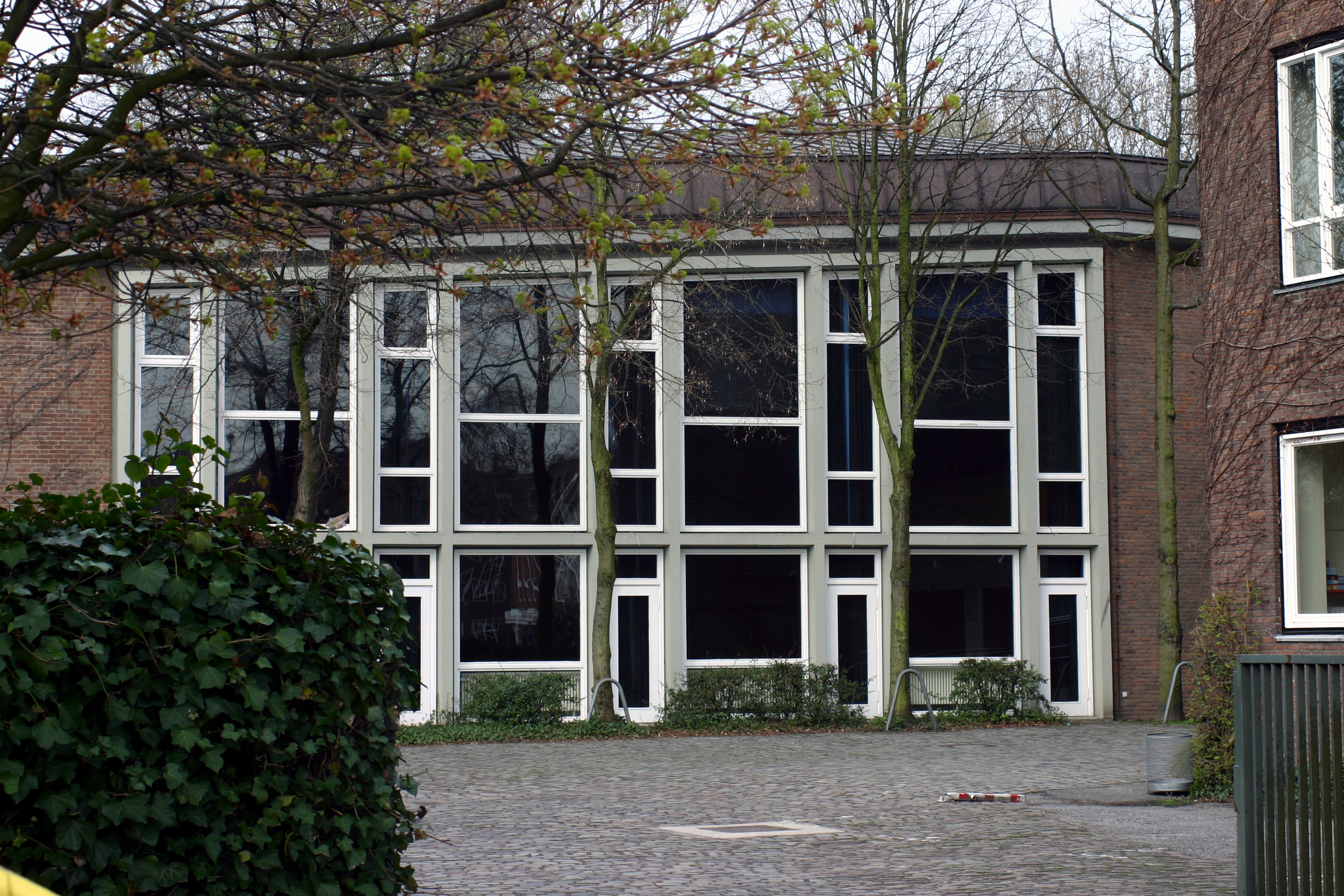
Le lycée Saint-Paul en 2006

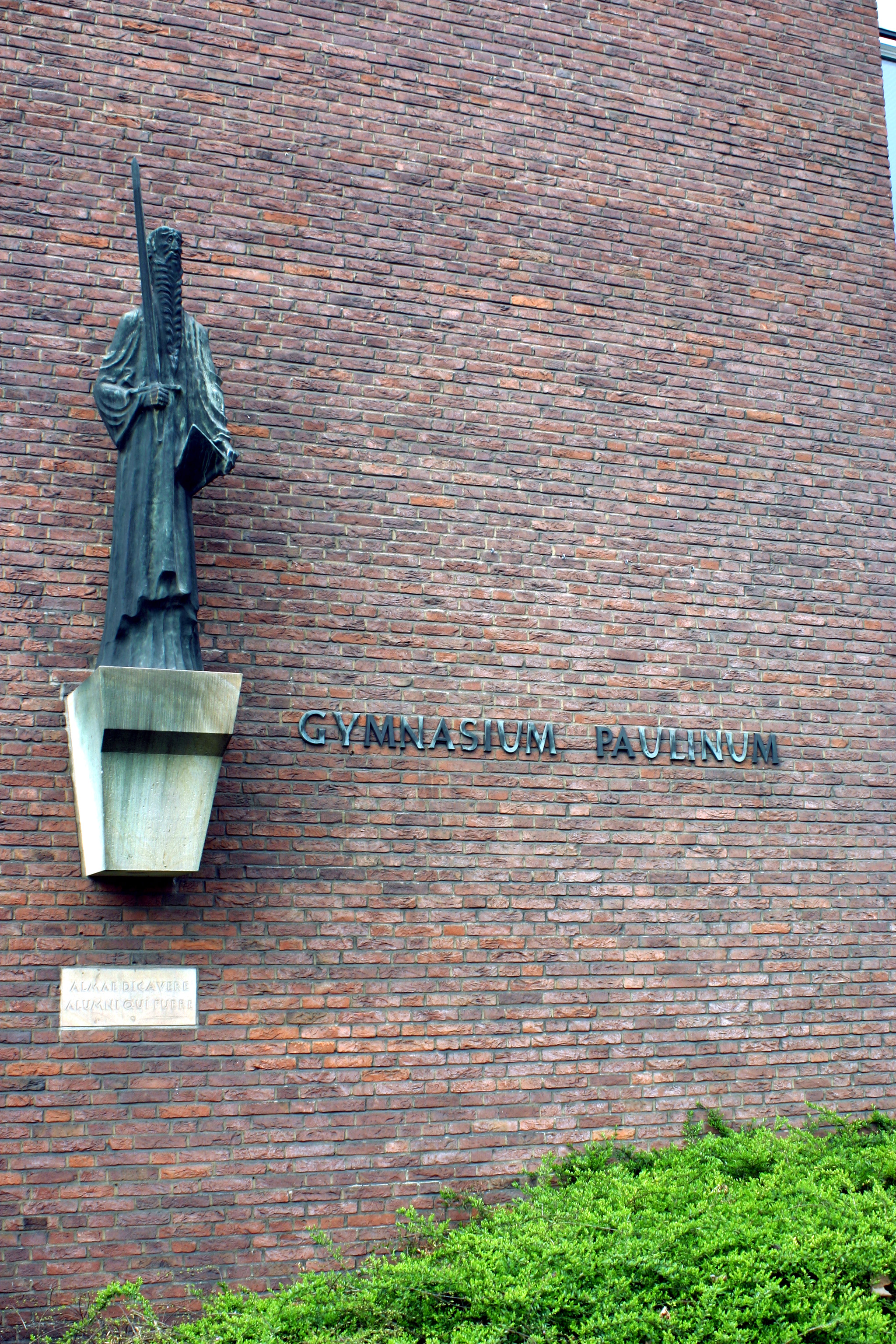
Statue de saint Ludger à l'entrée du lycée

Le lycée Saint-Paul est l'établissement scolaire le plus ancien de Rhénanie-du-Nord-Westphalie et l'un des plus anciens d'Allemagne et d'Europe, puisqu'il a été fondé en 797. Ce lycée placé sous le vocable de saint Paul se trouve à Münster en Westphalie.

## Historique
C'est en l'an 789 que Charlemagne ordonne à tous les monastères et évêchés d'ouvrir des écoles. Cela vaut donc pour Münster (appelée alors Mimigernafort) qui est une place forte de tribus franques. Le missionnaire saint Ludger (742-809), futur évêque de Münster, y fonde donc en 797 une école latine (schola latina) qu'il dédie à saint Paul (sous le nom de schola paulina), comme la cathédrale. L'école est placée sous la dépendance de l'abbaye (Monasterium, d'où le nom de Münster en allemand). L'établissement connaît un grand rayonnement au XVIe siècle après avoir vers 1500 commencé à donner un enseignement humaniste (c'est-à-dire permettant d'accomplir ses humanités) et moins scolastique. La schola paulina fait des émules, jusqu'en Flandres et dans les régions germanophones bordant la mer Baltique. L'enseignement y est donné en latin comme partout en Europe. Après les ravages causés par la Réforme et l'anabaptisme dans la région, les jésuites sont invités par Gottfried von Raesfeld (de) à Münster pour y ouvrir en 1588 un collège jésuite. Celui-ci est chargé également de diriger l'école qui reçoit dès lors la dénomination de Collegium Paulinum.
La compagnie de Jésus est supprimée en 1773 et le collège est donc directement administré par le prince-évêque. Quelque temps plus tard, le prince de Fürstenberg (1729-1810), ministre du prince-évêque et adepte de l'Aufklärung (mais respectueux des valeurs chrétiennes), modernise l'enseignement. On introduit par exemple dans la principauté l'étude de l'histoire moderne, des mathématiques et des sciences naturelles et l'enseignement est en plus du latin également prononcé en allemand.
Après les guerres napoléoniennes qui mettent fin à la souveraineté du prince-évêque, Münster devient prussienne en 1815. Le collège possède de facto une fonction centrale: celle d'un lycée dont l'enseignement et les réformes sont ensuite appliqués dans les autres établissements scolaires du Land.
Le lycée Saint-Paul cesse de dépendre du diocèse de Münster en 1974 pour dépendre de la municipalité. La mixité y est introduite en 1978. L'établissement s'efforce de conserver son orientation humaniste.
C'est d'autre part le premier de quinze établissements scolaires du Land à obtenir le label d'Europaschule (école européenne). Le nombre d'élèves s'élevait pour l'année scolaire 2010-2011 à 1 017 pour 68 professeurs.

## Élèves notables
- Bernard Altum (1824-1900), zoologiste
- Heinrich Brüning (1885-1970), chancelier d'Allemagne de 1930 à 1932
- Ferdinand von Droste zu Hülshoff (de) (1841-1874), ornithologue et écrivain
- Werner-Constantin von Droste zu Hülshoff (de) (1798-1867), homme politique
- Heinrich Finke (1855-1938), historien
- Bernhard von Galen (1606-1678), prince-évêque de Münster de 1650 à 1678
- Johann Glandorp(1501-1564), théologien allemand
- Heinrich Hart (1855-1906), homme de lettres
- Julius Hart (1859-1930), poète, frère du précédent
- Felix von Hartmann (1851-1919), cardinal
- Julian von Hartmann (de) (1842-1916), homme politique local
- Alexandre von Kluck (1846-1934), général
- Leonard Landois (1835-1905), professeur de zoologie
- Hermann Löns (1866-1914), journaliste et écrivain
- Josef Pieper (1904-1997), philosophe thomiste
- Walther Schücking (1875-1935), juriste et homme politique